# HIP 41378
HIP 41378 è una stella situata a 378 anni luce di distanza dalla Terra nella costellazione del Cancro, di magnitudine apparente 8,92. Nel 2016 è stato scoperto un sistema planetario di cinque pianeti attorno ad essa, tramite la missione Kepler; nel 2019 è stato scoperto un sesto pianeta tramite misurazioni della velocità radiale della stella, anche se, al 2022, la sua esistenza rimane da confermare.

## Caratteristiche
HIP 41378 è una stella bianco gialla di sequenza principale, di tipo spettrale F8, un po' più massiccia e calda del Sole. La sua temperatura superficiale è di circa 6200-6300 kelvin, mentre massa e raggio sono rispettivamente il 15% e il 27% in più di quelli del Sole. La sua età è stata stimati in poco più di 3 miliardi di anni, mentre l'abbondanza di metalli è il 79% rispetto a quella del Sole.

## Sistema planetario
Nel 2016 sono stati scoperti 5 pianeti orbitare attorno ad essa, con raggi che vanno da 2,5 volte quello della Terra fino a nove volte. Il più esterno, HIP 41378 f ruota a circa 1,4 UA dalla stella madre in circa 542 giorni e si trova all'interno della zona abitabile.
Nel 2019 è stato scoperto un sesto candidato pianeta nel sistema, HIP 41378 g. A differenza degli altri è stato scoperto con il metodo della velocità radiale, per cui non è noto il suo raggio, ma la sua massa, che è circa 7 volte quella della Terra. La sua orbita è in ordine di distanza dalla stella la terza e dista circa 0,32 UA, mentre il suo periodo orbitale è di 62 giorni.
Una caratteristica comune ai pianeti di questo sistema è la loro bassa densità, che va diminuendo con l'aumentare della loro distanza dalla stella. Tuttavia anche il pianeta più interno, che è il più denso, ha una densità di soli 2,2 g/cm³, il che lascia supporre che anch'esso, come gli altri, non abbia superficie solida e sia invece un nano gassoso, con una spessa atmosfera di elementi volatili (come idrogeno ed elio) che lo circonda. Il più esterno sarebbe il pianeta meno denso, tuttavia uno studio del 2020 di Akinsamni et al. suggerisce che possa essere circondato da anelli, e che il suo raggio sia solo 3,7 volte quello terrestre. Data la sua distanza dalla stella, circa 1,4 UA, il pianeta f è situato all'interno della zona abitabile, avendo una temperatura di equilibrio di 294 K (21 °C). Nonostante sia un gigante gassoso senza superficie solida, è possibile che attorno ad esso orbiti una esoluna di tipo roccioso potenzialmente abitabile.

### Prospetto del sistema
| Pianeta | Massa        | Raggio   | Periodo orb.   | Sem. maggiore | Eccentricità | Incl. orbita |
| ------- | ------------ | -------- | -------------- | ------------- | ------------ | ------------ |
| b       | 6,89±0,88 M⊕ | 2,595 r⊕ | 15,572 giorni  | 0,1283 UA     | 0,07 ± 0,06  | 88,75°       |
| c       | 4,4±1,1 M⊕   | 2,727 r⊕ | 31,706 giorni  | 0,2061 UA     | 0,04         | 88,477°      |
| g *     | 7±1,5 M⊕     | —        | 62,06 giorni   | 0,3227 UA     | 0,06         | —            |
| d       | <4,6 M⊕      | 3,54 r⊕  | 278,362 giorni | 0,88 UA       | 0,06 ± 0,06  | 89,80°       |
| e       | 12±5 M⊕      | 4,92 r⊕  | 369±10 giorni  | 1,06 UA       | 0,14 ± 0,09  | 89,84°       |
| f       | 12±3 M⊕      | 9,2 r⊕   | 542 giorni     | 1,37 UA       | 0,004        | 89,971°      |

* Non confermato